# Connect (Sick Puppies)
Connect è il quarto album in studio del gruppo musicale hard rock australiano Sick Puppies, pubblicato nel 2013.

## Tracce
1. Die to Save You – 3:54
2. There's No Going Back – 3:22
3. Walking Away – 3:01
4. Gunfight – 2:55
5. Poison – 4:37
6. Where Did the Time Go – 2:51
7. Telling Lies – 4:24
8. Connect – 3:45
9. Run – 3:46
10. The Trick the Devil Did – 2:10
11. Healing Now – 4:14
12. Under a Very Black Sky – 5:11

## Formazione
- Shim Moore - voce, chitarra
- Emma Anzai - basso, voce
- Mark Goodwin - batteria, percussioni, cori